# Seznam míst v seriálu Můj malý Pony: Přátelství je magické
Toto je seznam míst v seriálu Můj malý Pony: Přátelství je magické.

## Ponyville
Malebné městečko ve středu Equestrie, kde se od začátku 1. série zdržují všechny hlavní hrdinky seriálu. Kromě nich se tam objevuje i řada komparzistů, kterým je věnován především epizoda páté série: Jak chutná život. Ponyville je proslavený tím, že v něm žijí tři hlavní druhy poníků v přátelském vztahu. Nad vesničkou se tyčí zámek princezny Twilight.

## Zámek princezny Twilight
Stojí kousek za Ponyvillem a velmi připomíná zvětšený strom harmonie hrající do modré, fialové, bílo-stříbrné a zlaté. Objevil se, když se po bitvě s Tirekem skříňka přátelství jakoby „zasadila“ na ono místo. Přestože na to zvenčí nevypadá, je skutečně ohromný a Twilight, která v něm měla přebývat po ztrátě své knihovny „Ve zlatém dubu“ uvnitř skutečného stromu jako doma, se ho však jeden čas bála, tak drobná a osamocená si v něm připadala. Když se ho její kamarádky pokoušely zvelebit, napadlo je vzít kořeny z bývalé „knihovny“ a zavěsit na ně tzv.,vzpomínkové krystaly" a pověsit to celé na strop trůnního sálu. Každý z nich obsahoval vzpomínku na jednu událost z Ponyvillu od Twilightina příjezdu. Jednotlivě potom zkrášlily hrádek po svém: Fluttershy upravila její ložnici, Applejack kuchyni, Rarity jídelnu, Rainbow Dash knihovnu a Pinkie poschovávala po celém hradě party-kanóny tak dokonale, že už ani ona neznala přesnou polohu, tudíž mohly kanóny kdykoli vychrlit konfety naprosto nečekaně a nemístně. Také se na hradě v trůnním sále stalo v prvním dvojdíle 5. série něco neočekávaného: když se totiž všechny hlavní hrdinky posadily každá na svůj trůn (ano, trůn tam nemá jen Twilight), objevila se mezi nimi tzv.,Mapa Znamení". Je na ní celá Equestrie. Čas od času začne Cutie mark některých z dominantní šestky (v 7.sérii i Starlight a potom Spikovy) vysílat své miniatury po svém obvodu směrem ven. To znamená, že je dotyčná klisna vyslána mapou na nějaké místo, aby tam vyřešila nějaký problém s přátelstvím. Kopie Cutie mark hrdinky se usadí na mapě v tom místě, kde je ona sama potřeba. Je-li úkol splněn, proces ohlášení se opakuje, jen s tím rozdílem, že miniatury Cutie mark nyní směřují ke středu skutečné značky.
Na této události je založena hra My Little Pony Harmony Quest od Budge Studios; původní Verze 1.6; Velikost 175 MB, nyní 1.7;197 MB.

## Sweet Apple Acres (Sladké Jablečné Lány)
Je farma rodiny zemních poníků Appleových, do které patří i Applejack, a která je od Ponyvillu kousek na Západ. Skládá se ze stodoly, ve které všichni Appleovi bydlí a z rozsáhlých jablečných sadů. Podle jedné z fanfikcí (Applejack's Parents: A Headcanon Backstory) je název statku odvozen od jména matky Appleajack, „lány Sweet Apple“.

## Everfree forest (Zapovězený les)
Je temné a ponuré místo, které obyvatele Equestrie příliš neláká, jelikož se odtamtud „údajně“ nikdo nevrátil živý. Je na opačné straně od Ponyvillu než Sweet Apple Acres, tedy na Východ. Doslova přetéká roztodivnými tvory a mytickými jevy. Nachází se v něm hrad dvou sester - bývalý domov princezen Celestie a Luny a dočasné úložiště elementů harmonie, který pro své temné chodby a tajné průchody budí hrůzu ještě dlouho po svém objevení. Také se v lese nachází Strom harmonie - tedy v jeskyni na dně pukliny v zemi. Rovněž v něm bydlí zebra Zecora - přebornice na bylinky, léky a lektvary, která mluví ve verších.

## Canterlot
Je velkolepé, vznešené, hlavní město Equestrie, které obývá doslova armáda jednorožců a dva alicorni - Celestie a Luna. Celé město se vlastně skládá z ohromného bílo-žluto-fialového hradu, vedle kterého se zbytek města doslova ztrácí. Je přichyceno z jižního boku na ohromné hoře severně od Ponyvillu. Je obydlený samými elitními a důležitými poníky, namyšlenými skoro tolik, jako je Diamond Tiara a její kamarádka Silver Spoon - hlavní rivalky klubu Cutie Mark Crusaders.

## Křišťálová říše
Je velký kruh z domků vytesaných do krystalů, vrostlých do země. V samém středu se nalézá ohromný křišťálový zámek princezny Cadance. Kromě ní zemi obývá spousta křišťálových poníků (ti navíc nežijí nikde jinde). Nachází se na SSV od Canterlotu. V křišťálovém zámku (respektive pod ním) je stojan na křišťálové srdce, přístupný všem obyvatelům města. Každý rok se v ní koná pro obnovu radosti křišťálový jarmark. Křišťálová říše má bohatou historii. Kdysi dávno se jí zmocnil zlý jednorožec - král Sombra, který tamní obyvatele týral po celou dobu své vlády. Když byl poražen, uvrhl na celou říši kletbu, aby zmizela s ním. Zároveň velmi důkladně ukryl Křišťálové srdce. Křišťálová říše byla po tisíci let osvobozena s pomocí Spika a Twilight.

## Cloudsdale (Mrakodal)
Je domovem stovek pegasů, včetně Zázračných šípů. Pochází z něj i Rainbow Dash a Fluttershy. Nachází se na severozápadě od Canterlotu. Vyrábí se v něm duhy a oblaka, která jsou posléze vypuštěna do zbytku Equestrie. Jednou za čas se musí všichni pegasové z vylosovaného města zúčastnit vytváření hurikánu, který má do Cloudsdale dopravit vodu. Tam se sečte jejich „křídlová síla“. Průměrný pegas má křídl. sílu asi 8,4 (Rainbow Dash - 16,5 Fluttershy - 0,8). Rekord ve vytváření hurikánu si vysloužila Fillydelphia s křídlovou silou 910.

## Manehattan
Podobně jako skutečný Manhattan, to je taková poní metropole, plná přepychových hotelů a slavných poníků, obchodů a stánků se vším „možným i nemožným“ ve které získala Rarity svůj klíč přátelství. Dokonce v něm je i poní verze sochy svobody. Je na SVV od Everfree forest. Žije tam spousta zemních poníků, několik jednorožců a minimum pegasů.

## Rainbow falls
Je takové malé městečko, trochu připomínající Ponyville, až na to, že je protkané duhovými kalužemi a „duhopády“. Právě ty vzbuzují dojem, že se nachází nejspíš někde pod Cloudsdalem. Jací poníci ho obývají, není známo, protože se město v seriálu objevilo, když v něm probíhala tzv. Sběratelská burza, na kterou se sjedou všechny druhy poníků. Musí být na místě dokonce i jedna princezna, aby dohlédla na dodržení jediného pravidla: obě strany získají co chtějí (v tomto případě to byla Twilight). Sběratelská burza je totiž poní obdoba výměnných obchodů. Můžete tam vyměnit knihy, šaty, šperky, nádobí, zvířata, nábytek, rostliny... Pokud se však jednomu z dvojice nabízený předmět nelíbí, začíná situace toho druhého připomínat situaci z pohádky O kohoutkovi a slepičce. Podruhé se v Rainbow falls konal konkurz na Equestrijské hry. Toho se sice účastní pouze pegasové, ale byla na místě i řada fanoušků, takže opět není jasné, kdo v městečku skutečně žije...

## Appleosha (Appleville)
Je Equestrijské město kovbojů, hospodských rvaček, tancovaček a jablečných sadů na jih od Ponyvillu. Každoročně se v něm koná rodeo, známé přinejmenším mezi všemi Appleovými. Do zásahu hlavních hrdinek v epizodě V úzkých v první sérii tam byly problémy s divokými buvoly, kteří nesouhlasili s osidlováním tamních krajů. Žijí v něm pouze zemní poníci. Předsedá mu tamní šerif, ale průvodce dělá bratranec Applejack jménem Breanborn (Jablečník).

## Tartar
Je Equestrijské vězení pro nejnebezpečnější bytosti, které do tamních krajů přišly a které má neznámou polohu. Stejně jako ve stejnojmenném „pekle“ ze starých řeckých bájí a pověstí, i toto místo střeží trojhlavý pes Cerberus. Byl zde uvězněn i lord Tirek před i po bitvě s Twilight.

## Metroponis
Je hlavními hrdinkami navštívené město z komiksu, které hodně připomíná Manehattan. V tamním muzeu mají tzv. elektrokouli, po které touží hlavní antihrdinka epizody - Divá Hříva, která kdysi vlastnila továrnu na šampony. Jenže potom se nešťastnou náhodou zřítila do experimentálního odvaru a její rozum byl vyměněn za nadvládu nad svou hřívou. Pokouší se aktivovat jistý „katastrofizátor“, který by dovedl účinky oné tekutiny k dokonalosti, avšak tomu se snaží zabránit šest tzv. „superponí“ a jejich popletený kamarád Trumpeta (Spike). Jsou to:
- Ledová Rohyně - Dokáže ze svého rohu vystřelovat fantastické, ničivé paprsky, většinou ledotvorné. (do ní se transformovala Twilight)
- Sedloběska - Taková poní verze Hulka z Marvelu. Pokud ji něco rozzlobí, transformuje se v tzv. super-velké, super-silné a hrůzubudící monstrum, kterým je tak dlouho, jak dlouho trvá její vztek (do ní se transformovala Fluttershy)
- Paní Hříbezná - Ta má psychické propojení se svým lasem a dovede s ním chytit i takové věci, jako např. mrak (do ní se transformovala Applejack)
- Záře - Její magické náramky dovedou dočasně zhmotnit její představy. Vyčarovává pouze nástroje a věci, ne bytosti (do ní se transformovala Rarity)
- Blesk - Na krku má přívěsek ve tvaru blesku, kterým dovede aktivovat a více - méně ovládat mocné přírodní živly (do ní se transformovala Rainbow Dash)
- Pony Střela - Dokáže se pohybovat a přemisťovat nezměrnou rychlostí, kterou ještě nikdo a nic nepřekonalo (do ní se transformovala Pinkie Pie)

V této epizodě je vstup do komiksu umožněn slovy: Můžeš se vrátit tam, kde jsi začal, až bude Divá hříva poražena. Podívej se více z blízka a v příběhu přistaň. Komiks pochází z Canterlotské „sbírky Kouzelných komiksů“